# Patronos do Brasil

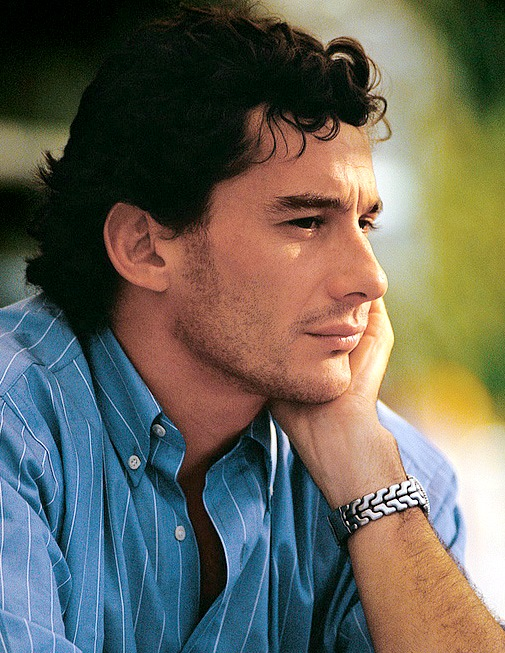
Ayrton Senna, patrono do esporte brasileiro

Os Patronos da Nação Brasileira são figuras históricas importantes selecionadas para representar as diversas áreas de contribuição e influência na formação e desenvolvimento do Brasil. Eles foram oficialmente designados pelo Senado Federal do Brasil em 2006, como parte das celebrações do bicentenário da Independência do Brasil. Os Patronos da Nação Brasileira representam diferentes setores da sociedade e campos de atuação, incluindo Política, Literatura, Ciências, Artes, e Religião. A seleção dos patronos foi baseada em seus significativos feitos e contribuições para a história e cultura do Brasil, bem como em seu papel inspirador para as gerações futuras. Alguns dos Patronos da Nação Brasileira incluem figuras históricas como:

## Aldo Augusto Voigt, patrono dos oficiais especialistas emcontrole de tráfego aéreodaAeronáutica
O tenente-coronel Aldo Augusto Voigt (1942-2001) foi oficial especialista em controle de tráfego aéreo. Destacou-se no processo de migração dos centros de controle aéreo do Rio de Janeiro, de São Paulo e de Brasília para as novas instalações do Centro Integrado de Defesa Aérea e Controle de Tráfego Aéreo (Cindacta) I. Também reformulou e modernizou o curso de formação de oficiais especialistas em tráfego aéreo da Escola de Oficiais Especialistas e de Infantaria de Guarda, em Curitiba, participando da implantação do Cindacta II (Curitiba), em 1983.

## Ayrton Senna, patrono doesporte brasileiro
Ayrton Senna foi piloto de Fórmula 1 nas décadas de 1980 e 1990 e tornou-se o maior ídolo brasileiro do automobilismo. Nasceu em São Paulo em 1960 e morreu em 1º de maio de 1994, após colidir com uma mureta de proteção no Grande Prêmio de San Marino.

## Aleijadinho, patrono daarte
Antonio Francisco Lisboa (1738-1814) é considerado o maior representante do barroco mineiro, sendo conhecido por suas esculturas em pedra-sabão, entalhes em madeira, altares e igrejas, como as capelas do Convento de São Francisco de Assis, em Ouro Preto, e a Igreja de Nossa Senhora do Rosário, em São João Del Rei. Aleijadinho sofria de uma doença que o deixou com dificuldade para se mover, o que o obrigou a trabalhar sentado e usar ferramentas especiais para continuar a criar esculturas.

## Augusto Ruschi, patrono daecologia
Augusto Ruschi (1915-1986) foi um agrônomo, naturalista e ecologista, tornando-se um respeitado especialista em beija-flores e orquídeas do Brasil. Também deixou grande coleção de fotografias e produziu inúmeros desenhos científicos. Foi professor e pesquisador em diversas instituições, como Universidade Federal do Rio de Janeiro (UFRJ) e Instituto Nacional de Pesquisas da Amazônia (Inpa). Ruschi foi um defensor ativo da conservação da natureza e da preservação da biodiversidade e um dos primeiros a alertar para a importância da Amazônia e da Mata Atlântica.

## Aureliano Tavares Bastos, Patrono dosMunicípios Brasileiros
Aureliano Cândido Tavares de Bastos, foi um escritor, jornalista e doutor em direito e político, Tavares Bastos (1839-1875) foi deputado por Alagoas. Militou contra a centralização do Segundo Reinado em favor de um modelo de governo como o norte-americano. Morreu aos 36 anos e foi homenageado por ter sido um dos pioneiros na defesa da pauta federalista e da independência dos municípios.

## Carlos Gomes, patrono damúsica erudita
Antônio Carlos Gomes (1836-1896) é considerado o mais importante compositor de ópera do Brasil. Teve carreira de destaque na Europa e foi o primeiro compositor brasileiro a ter uma obra apresentada no Teatro Scala de Milão, na Itália. É autor da ópera O Guarani, baseada no romance de José de Alencar.

## Carmen Portinho, patrona dourbanismo
Carmen Velasco Portinho (1903-2001) foi engenheira geógrafa, engenheira civil, urbanista e professora de matemática. Uma das fundadoras da Federação Brasileira pelo Progresso Feminino, em 1922, movimento integrado ao sufragismo internacional, que buscava igualdade entre os sexos e independência da mulher. Carmen Portinho foi também engenheira-chefe na diretoria de obras da prefeitura do Distrito Federal e diretora do Museu de Arte Moderna do Rio de Janeiro. Sua nomeação foi proposta no projeto de lei apresentado pelo seu sobrinho-neto Senador Carlos Portinho e aprovada pelo Senado Federal em dezembro de 2022.

## Chico Mendes, patrono domeio ambiente
Francisco Alves Mendes Filho (1944-1988) foi um seringueiro, sindicalista e ativista político. Defensor ativo da causa ambiental, lutou contra a destruição da Floresta Amazônica por madeireiros. Foi um dos fundadores do Sindicato dos Trabalhadores Rurais de Xapuri (AC). Em 1988, Chico Mendes foi assassinado por um grileiro de terras local. A morte teve repercussão internacional e ajudou a despertar a consciência sobre a importância da preservação do meio ambiente.

## Dom Helder Câmara, patrono dosdireitos humanos
Dom Hélder Pessoa Câmara (1909-1999) foi arcebispo emérito de Olinda e Recife por 21 anos. Um dos fundadores da Conferência Nacional dos Bispos do Brasil (CNBB), foi grande defensor dos direitos humanos durante a ditadura militar. Desempenhou funções em organizações não governamentais, movimentos estudantis e operários, ligas comunitárias contra a fome e a miséria. Seu primeiro título veio em 1969, de doutor honoris causa pela Universidade de Saint Louis, nos Estados Unidos. Também recebeu vários prêmios nacionais e internacionais, como o Prêmio Martin Luther King, nos Estados Unidos e o Prêmio Popular da Paz, na Noruega. Foi o único brasileiro indicado quatro vezes a Prêmio Nobel da Paz.

## Duque de Caxias, patrono doExército
Apelidado de "O Pacificador" e "O Marechal de Ferro", Luís Alves de Lima e Silva (1803-1880), o Duque de Caxias, foi militar, político e monarquista. Permaneceu leal ao imperador Pedro I e serviu como mestre de armas de Pedro II. Em 1866, foi nomeado comandante-chefe na Guerra do Paraguai. Com a tomada de Assunção, em 1869, Caxias deu por encerrada sua participação na guerra.
Luís Alves de Lima e Silva nasceu no dia 25 de agosto de 1803 em uma fazenda chamada São Paulo, próximo da Vila Estrela, hoje no território do município de Duque de Caxias, no Rio de Janeiro. Filho de Francisco de Lima e Silva e Cândida de Oliveira Belo, Luís Alves de Lima e Silva cresceu em meio a uma ilustre família de militares, já que seu pai, tio e avô faziam parte do Exército. Aos 5 anos de idade, em maio de 1808, o menino foi alistado e se tornou cadete do 1º Regimento de Infantaria do Rio de Janeiro, obviamente um título “honorífico” por ele ser filho de um oficial militar, prática bem comum na época. Em 1818, entrou para a Real Academia Militar de Artilharia, Fortificação e Desenho, tornando-se Tenente. Quatro anos depois, em 1822, é declarada a independência do Brasil e Luís Alves ingressa no “Batalhão do Imperador”, unidade de infantaria criada por Dom Pedro I e comandada pelo seu tio José Joaquim de Lima e Silva. Entre 1832 e 1839, o então Tenente-Coronel Luís Alves de Lima e Silva ocupou o comando do Corpo de Guardas Municipais Permanentes, uma das denominações da atual Polícia Militar do Rio de Janeiro ao longo de sua bicentenária história. Durante o período de seu comando, passou a ser chamado de “O Pacificador”, um reconhecimento por ter debelado inúmeras rebeliões em diferentes estados do país. Duque de Caxias, título conquistado mais tarde, não se tornou símbolo de inspiração dos militares brasileiros por acaso ou apadrinhamento de poderosos. Foi um personagem fundamental na construção do Brasil como Nação de porte continental, liderando o combate a inimigos externos e internos.

## Eduardo Gomes, patrono daForça Aérea Brasileira
Eduardo Gomes (1896-1991) fez sua carreira no Exército até o posto de coronel. Em 1935, comandou o 1º Regimento de Aviação contra a Intentona Comunista. Em 1941, com a criação do Ministério da Aeronáutica, foi promovido a brigadeiro. Participou da organização e construção das Bases Aéreas que atuaram no esforço dos aliados na Segunda Guerra Mundial. Também foi candidato presidente da República por duas vezes, não vencendo as eleições. Eduardo Gomes foi um dos líderes da campanha pelo afastamento de Vargas após o atentado contra o jornalista Carlos Lacerda, em agosto de 1954. Com o suicídio de Vargas, assumiu o Ministério da Aeronáutica no governo de Café Filho. Em 1964, participou do golpe de Estado que depôs o presidente João Goulart.

## Florestan Fernandes, patrono dasociologia
Antropólogo, escritor, político, sociólogo, professor universitário, Florestan Fernandes (1920-1995) é considerado um dos mais importantes intelectuais da esquerda no país. Ficou conhecido por sua contribuição à análise da sociedade brasileira, especialmente sobre a questão racial e social. Defendeu a tese de que o Brasil era uma sociedade plural, composta por vários grupos étnicos e raciais, e argumentou que a desigualdade social no país estava ligada à discriminação racial.

## Getúlio Vargas, patrono dostrabalhadores
Getúlio Dornelles Vargas (1882-1954) foi líder da Revolução de 1930, que pôs fim à República Velha, depondo seu 13º e último presidente, Washington Luís, e impedindo a posse do presidente eleito em 1º de março de 1930, Júlio Prestes. Após tomar posse por meio de um golpe de Estado, foi presidente da República de 1930 a 1945. Em 1951 voltou à Presidência eleito e ficou até 1954. É lembrado por reformas importantes durante seu governo, incluindo a criação de leis trabalhistas que promoveram avanços como jornada de trabalho limitada, férias remuneradas e licença por doença. Vargas também foi responsável por criar o Ministério do Trabalho. Foi defensor da industrialização e do desenvolvimento econômico. Cometeu suicídio no ano de 1954, com um tiro no coração, em seu quarto, no Palácio do Catete, no Rio de Janeiro.

## Jeronymo Baptista Bastos, patrono do desporto naAeronáutica
O brigadeiro Jeronymo Baptista Bastos (?-1987) chefiou a delegação brasileira na Copa do Mundo de 1970, no México. Foi vice-presidente do Comitê Olímpico Brasileiro e também representou a extinta Confederação Brasileira de Desportos (CBD) nos Jogos Olímpicos de Roma (1960), dos Jogos Olímpicos de Tóquio (1964) e dos Jogos Olímpicos do México (1968), foi empossado na presidência do Conselho Nacional de Desportos (CND) em 1970 por indicação do presidente Médici.

## Jorge da Silva Prado, patrono domaterial bélicodaAeronáutica
Tenente-coronel Jorge da Silva Prado (1921-1991) foi especialista em armamento e dedicou toda a sua carreira à área de material bélico. Também foi chefe da Seção de Material Bélico do 1º Grupo de Caça na campanha da Força Expedicionária Brasileira (FEB) na Itália durante a Segunda Guerra Mundial.

## Juscelino Kubitschek, patrono daurologia
Juscelino Kubitschek de Oliveira (1902-1976) foi presidente da República de 1956 a 1961. É lembrado pela campanha desenvolvimentista "50 anos em 5" e pela construção de Brasília. Antes de iniciar a carreira política, Juscelino se formou em medicina e se especializou em urologia, em Paris. De volta ao Brasil, atuou como médico cirurgião junto às tropas mineiras que lutavam contra os paulistas, na Serra da Mantiqueira, durante a Revolução Constitucionalista de 1932.

## José Bonifácio, patrono daIndependência
José Bonifácio de Andrada e Silva (1763-1838) foi naturalista, poeta e político que teve papel decisivo na Independência do Brasil. Em 24 de dezembro de 1821, quando a Corte portuguesa determinou que Dom Pedro retornasse a Portugal, José Bonifácio escreveu uma carta pedindo que o príncipe regente ficasse no Brasil. Foi ministro do Reino e dos Negócios Estrangeiros entre 1822 e 1823. Proclamada a Independência, organizou a ação militar contra os focos de resistência à separação de Portugal. Foi demitido do posto, passou à oposição ao imperador e chegou a se exilar na França por seis anos. De volta ao Brasil e reconciliado com o imperador,  assumiu a tutoria de seu filho Pedro II. Permaneceu como tutor até 1833, quando foi demitido pelo governo da Regência, devido a disputas por poder dentre as facções que o compunham. Como mineralogista, José Bonifácio descobriu quatro minerais, incluindo a petalita, que mais tarde permitiria a descoberta do elemento lítio, e a andradita, batizada em sua homenagem.

## Luiz Gama, patrono daabolição da escravidão
Advogado, escritor e jornalista, o baiano Luiz Gonzaga Pinto da Gama (1830-1868) era filho de um fidalgo português com uma ex-escravizada. Foi vendido pelo próprio pai como escravizado quando tinha dez anos de idade. Autodidata, ele conquistou judicialmente a própria liberdade aos 17 anos. Ingressou no curso de direito na Universidade de São Paulo (USP), mas, por ser negro, só pôde assistir às aulas como ouvinte. Posteriormente conseguiu uma carta de advogado e, com o conhecimento adquirido, defendeu e libertou na Justiça mais de 500 negros escravizados. Gama também foi ativista político e projetou-se na literatura em função de seus poemas, nos quais satirizava a aristocracia e os poderosos da época.

## Machado de Assis, patrono dasletras
Joaquim Maria Machado de Assis (1839- 1908) é considerado por críticos, estudiosos, escritores e leitores o maior nome da literatura brasileira. Negro, ficou conhecido pela ironia, pelo humor e pela sátira. Sua obra trata de temas como a sociedade brasileira, a política, a religião e a condição humana. Alguns de seus livros mais famosos são Dom Casmurro, Memórias Póstumas de Brás Cubas e Quincas Borba. Foi membro fundador e primeiro presidente da Academia Brasileira de Letras.

## Mário Covas, patrono doturismo
Engenheiro e político, Mário Covas Júnior (1930-2001) ajudou a fundar o MDB, único partido político de oposição no período da ditadura militar. Foi cassado em 1969, com a outorga do AI-5. Com a reconquista dos direitos políticos, participou das Diretas Já e foi eleito deputado constituinte. Foi governador de São Paulo (1995-2001) e promoveu medidas para desenvolver o turismo no estado, incluindo a modernização da infraestrutura e a criação de programas de incentivo ao setor. Foi uma das poucas personalidades a receber o título de patrono ainda vivo. Morreu de câncer pouco tempo depois da homenagem.

## Milton Santos, patrono dageografia
Considerado um dos mais renomados intelectuais brasileiros do século 20, Milton Almeida dos Santos (1926-2001) foi um geógrafo, escritor, cientista, jornalista, advogado  e professor. Ganhou diversos prêmios, entre eles o prêmio Internacional de Geografia Vautrin Lud. Sua obra é publicada em diversas línguas e dedica-se sobretudo à problemática de urbanização dos países em desenvolvimento, à pobreza e à geografia da globalização.

## Nélson Freire Lavanère-Wanderley, patrono doCorreio Aéreo Nacional
Nelson Freire Lavenére-Wanderley (1909-1985) foi um dos pioneiros do Correio Aéreo Nacional (CAN), participando, como tenente, do primeiro voo do Correio Aéreo Militar, em 12 de junho de 1931. Participou da Segunda Guerra Mundial, no Primeiro Grupo de Aviação de Caça. Foi ministro da Aeronáutica entre abril e dezembro de 1964 e foi chefe do Estado-Maior das Forças Armadas entre 1966 e 1968. Também foi historiador da Força Aérea e estudioso de estratégia militar.

## Nilo Peçanha, patrono daeducação profissional e tecnológica
Nilo Peçanha (1867-1924) assumiu a Presidência da República após a morte de Afonso Pena, em 1909 e governou até 15 de novembro de 1910. Em seu curto governo, promoveu a educação profissional e tecnológica , criou o Ministério da Agricultura, Comércio e Indústria, o Serviço de Proteção aos Índios (SPI, antecessor da Funai) as Escolas de Aprendizes e Artífices, precursoras dos atuais Centro Federal de Educação Tecnológica (Cefets) e o Instituto Nacional de Tecnologia. 

## Oscar Niemeyer, patrono daarquitetura
Oscar Ribeiro de Almeida Niemeyer Soares Filho (1907-2012) é considerado um dos maiores profissionais da arquitetura moderna. Entre 1940 e 1944, projetou, por encomenda do então prefeito de Belo Horizonte, Juscelino Kubitschek, o Conjunto Arquitetônico da Pampulha, que se configura como marco de sua obra. JK o chamou para construir Brasília ao lado do urbanista Lúcio Costa. Foi responsável pelos prédios e monumentos mais famosos da capital, como o Congresso Nacional, o Palácio da Alvorada e a Catedral Metropolitana de Brasília. Também projetou prédios importantes em todo o mundo, como a sede do Partido Comunista Francês, em Paris, e o Centro Cultural Principado de Astúrias, em Avilés, na Espanha. Ao lado do arquiteto franco-suíço Le Corbusier, projetou o prédio da ONU em Nova York.

## Padre Theodor Amstad, patrono docooperativismo
Theodor Amstad (1851-1938) foi um padre jesuíta suíço que chegou ao Rio Grande do Sul em 1885 e prestou assistência econômica, social e cultural a colonos agrícolas de origem germânica na então província gaúcha. Foi responsável pela primeira cooperativa da América do Sul, a Caixa Rural de Nova Petrópolis (RS), na área de crédito, criada em 1902, que está em funcionamento até hoje. No ano seguinte, elaborou as primeiras diretrizes para a constituição de cooperativas, antes mesmo que o governo brasileiro editasse a primeira legislação sobre o cooperativismo, em 1907. 

## Paulo Autran, patrono doteatro
Paulo Paquet Autran (1922-2007) formou-se em direito pela Faculdade de Direito do Largo São Francisco. Mas foi no teatro que se destacou. Estreou sua primeira peça em 1947, incentivado pela também atriz Tônia Carrero. Com um currículo de 90 peças, Autran também fez sucesso no cinema e na televisão, sendo lembrado até hoje pelo papel marcante na novela Guerra dos Sexos.

## Paulo Freire, patrono daeducação
Um dos mais importantes teóricos da educação do século 20 e conhecido pela abordagem crítica e participativa do processo de ensino e aprendizagem, Paulo Reglus Neves Freire (1921-1997) é autor de diversos livros sobre educação, incluindo Pedagogia do Oprimido, considerado um clássico na área e foi traduzido para vários idiomas. Freire defendia a ideia de que a educação deve ser um meio de libertação e de transformação social, e que os estudantes devem ser encorajados a participar ativamente do processo de ensino e aprendizagem.

## Rose Marie Muraro, patrona dofeminismo
Considerada uma das pioneiras do feminismo no Brasil, Rose Maria Muraro (1930-2014) foi uma intelectual e escritora que atuou na defesa da democracia e da mulher. Estudou física e economia, é autora de mais de 40 livros e atuou como editora em 1,6 mil títulos, quando foi diretora da Editora Vozes. Recebeu do Senado os prêmios Teotônio Vilela, em 1999, e Bertha Lutz, em 2008.

## Santos Dumont, patrono daForça Aérea Brasileira
Alberto Santos Dumont (1873-1932) Santos Dumont foi responsável pelos primeiros balões dirigíveis com motor a gasolina. Projetou e construiu o primeiro avião motorizado que conseguiu decolar, voar e aterrissar de forma controlada. O voo do 14-Bis, em 1906, é considerado um marco na história da aviação. Santos Dumont também é conhecido por ter inventado o relógio e pulso e o primeiro dirigível controlável, chamado de Demoiselle, que foi usado como um protótipo para o desenvolvimento de dirigíveis modernos.

## Tancredo Neves, patrono daredemocratização
Graduado em direito, Tancredo de Almeida Neves (1910-1985) iniciou sua carreira política como vereador de São João del-Rei (MG). Foi eleito deputado estadual, deputado federal por seguidos mandatos, ministro da Justiça e dos Negócios Internos no governo de Getúlio Vargas, senador, primeiro ministro no governo de João Goulart e governador de Minas Gerais. Participou da campanha das Diretas Já e foi eleito o primeiro presidente da República civil após a ditadura militar pelo Colégio Eleitoral, formado por Câmara e Senado, em 15 de janeiro de 1985, mas morreu antes da posse, em 21 de abril do mesmo ano. Seu vice, José Sarney, assumiu a presidência.

## Tércio Pacitti, patrono datecnologia da informaçãodaAeronáutica
Engenheiro aeronáutico formado pelo Instituto Tecnológico de Aeronáutica (ITA), Tércio Pacitti (1928-2014) participou da criação do primeiro Centro de Computação da Aeronáutica, em meados dos anos 1960, no Rio de Janeiro. Também foi o primeiro reitor militar do ITA, entre 1982 e 1984, quando criou o Curso de Engenharia da Computação. Tércio Pacitti ainda chefiou a Diretoria de Engenharia da Aeronáutica e trabalhou na Universidade Federal do Estado do Rio de Janeiro (Unirio), onde fundou o Departamento e o Curso de Informática Aplicada.  

## Tiradentes, patrono danação brasileira
Joaquim José da Silva Xavier (1746-1792) foi membro ativo da Inconfidência Mineira, conjuração que tentou levar a cabo uma revolta contra os portugueses no final do século 18. Foi capturado e condenado à morte por traição à coroa portuguesa em 1792. Enforcado e esquartejado em 21 de abril do mesmo ano, tornou-se um mártir da luta pela independência do Brasil. Tiradentes também é patrono da Odontologia.